# Rose (Itália)
Rose é uma comuna italiana da região da Calábria, província de Cosenza, com cerca de 4.410 habitantes. Estende-se por uma área de 47 km², tendo uma densidade populacional de 94 hab/km². Faz fronteira com Acri, Castiglione Cosentino, Celico, Luzzi, Montalto Uffugo, Rende, San Pietro in Guarano.

## Demografia
| Variação demográfica do município entre 1861 e 2011                               |
|                                                                                   |
| Fonte: Istituto Nazionale di Statistica (ISTAT) - Elaboração gráfica da Wikipedia |